# Banaras Locomotive Works
Banaras Locomotive Works, abgekürzt BLW, bis am 27. Oktober 2020 als Diesel Locomotive Works, abgekürzt DLW, bezeichnet, ist ein indischer Hersteller von dieselelektrischen Lokomotiven. Das Unternehmen ist ein Produktionsbetrieb von Indian Railways und arbeitet bei der Entwicklung neuer Lokomotiven mit Firmen wie EMD, Siemens und Alco zusammen.

## Geschichte
Der Grundstein für die Fabrik wurde am 23. April 1956 durch Rajendra Prasad, den ersten Präsidenten der Republik Indien, gelegt. Die erste aus einem Teilesatz von Alco zusammengebaute Breitspur-Diesellokomotive verließ im Januar 1964 das Werk. Nach und nach wurde die Produktion der Einzelteile der Lokomotiven wie Dieselmotoren, Lokomotivrahmen, Aufbauten und Drehgestelle im Werk hergestellt. Die erste Meterspurlok folgte im November 1968 und die erste Rangierlok im Januar 1976. Neben Lokomotiven stellt das Werk auch Stromerzeugungsaggregate her, deren Produktion im Jahre 1977 aufgenommen wurde.
Ab 2001 baut DLW Lokomotiven mit Drehstrom-Asynchronantrieb. Die Technologie dazu wurde von EMD im Rahmen eines Technologietransfers erworben. Bis 2017 soll die Erweiterung des Werks abgeschlossen sein, wo auch Zweikraftlokomotiven gefertigt werden können.

## Produktionszahlen
- 1977: 1000. Lokomotive
- 1999: 4000. Lokomotive
- 2014: 7000. Lokomotive

DLW-Exporte nach Afrika und Asien:
- 1976: Tansania
- 1984: Vietnam
- 1995: Sri Lanka
- 1996: Bangladesch
- 2008 und 2022: Mosambik

Im Geschäftsjahr 2015–2016 wurden 330 Lokomotiven hergestellt.

## Hergestellte Lokomotiven
Die Bezeichnung der Lokomotiven folgt der Nomenklatur von Indian Railways. Prototypen und Einzelfahrzeuge sind nicht aufgeführt.
| Baureihe | Anzahl               | Baujahr   | Entwicklung                                                                                      | Einsatz                      | Motor                          | Achsformel | Bild |
| -------- | -------------------- | --------- | ------------------------------------------------------------------------------------------------ | ---------------------------- | ------------------------------ | ---------- | ---- |
| WDM-2    | 2700                 | 1962–1998 | Technologie-Transfer Alco DL560C                                                                 | Universallokomotive          | Alco 251B 12-Zylinder 2600 PS  | Co′Co′     |      |
| WDM-3A   | 158 neu 700 umgebaut | 1994–1998 | WDM-2 mit stärkerem Motor                                                                        | Universallokomotive          | Alco 251C 16-Zylinder 3100 PS  | Co′Co′     |      |
| WDM-3D   | 344                  | 2003      | WDM-3A mit Mikroprozessor-Motorsteuerung EMD-Teilen und wiegenlosen Drehgestellen                | Universallokomotive          | Alco 251C 16-Zylinder 3300 PS  | Co′Co′     |      |
| WDM-7    | 15                   | 1987–1989 | wie WDM-2, aber leichter                                                                         | Rangierdienst Nebenstrecken  | Alco 251B 12-Zylinder 2600 PS  | Co′Co′     |      |
| WDP-1    | 69                   | 1995–1999 | WDM-2-Variante für den Vorortsverkehr                                                            | Vorortsverkehr               | Alco 251C 12-Zylinder 2300 PS  | Bo′Bo′     |      |
| WDP-3A   | 69                   | 1998–2002 | aus WDM-3A entwickelte Variante für den Reiseverkehr mit zwei Endführerständen und Vmax 160 km/h | Schnellzüge Rajdhani Express | Alco 251C 16-Zylinder 3100 PS  | Co′Co′     |      |
| WDP-4    | 102                  | 2002–2011 | Technologie-Transfer EMD GT46PAC                                                                 | Schnellzüge                  | EMD 710G3B 16-Zylinder 4000 PS | Bo1′1Bo′   |      |
| WDP-4B   | 90                   | 2010–2014 | aus WDG4 abgeleitete Schnellzuglok                                                               | Schnellzüge                  | EMD 710G3B 16-Zylinder 4500 PS | Co′Co′     |      |
| WDP-4D   | 234                  | 2010–     | WDP-4 mit zwei Führerständen                                                                     | Schnellzüge                  | EMD 710G3B 16-Zylinder 4500 PS | Co′Co′     |      |
| WDG-3A   | 1998                 | 1995–2010 | schwere Variante der WDM-3A für Güterverkehr                                                     | Güterverkehr                 | Alco 251C 16-Zylinder 3100 PS  | Co′Co′     |      |
| WDG-4    | 431                  | 1999–2012 | Technologie-Transfer EMD GT46MAC                                                                 | Güterverkehr                 | EMD 710G3B 16-Zylinder 4000 PS | Co′Co′     |      |
| WDG-4D   | 240                  | 2013–     | WDG-4D mit zwei Führerständen                                                                    | Güterverkehr                 | EMD 710G3B 16-Zylinder 4500 PS | Co′Co′     |      |
| WDS-6    | 270                  | 1975–     | Antriebsstrang der Meterspurlok YDM-4 im Rahmen der WDM-2                                        | Rangierdienst                | Alco 251D 6-Zylinder 1400 PS   | Co′Co′     |      |
| YDM-4    | 541                  | 1961–1993 | Technologietransfer Alco DL535A                                                                  | Meterspurzüge                | Alco 251D 6-Zylinder 1400 PS   | Co′Co′     |      |